# Wildlife (Film)
Wildlife ist ein Filmdrama von Paul Dano, das am 20. Januar 2018 im Rahmen des Sundance Film Festivals seine Premiere feierte. Am 9. Mai 2018 eröffnete Danos Regiedebüt die Nebenreihe Semaine internationale de la critique der Internationalen Filmfestspiele von Cannes, am 19. Oktober 2018 kam Wildlife in ausgewählte US-Kinos. Der Film basiert auf einem gleichnamigen Roman von Richard Ford.

## Handlung
Der 14-jährige Joe Brinson zieht 1960 mit seiner Familie nach Great Falls in Montana, wo sie sich ein besseres Leben versprechen und ein einfaches Backsteinhaus bewohnen. Sein Vater Jerry arbeitet auf einem Golfplatz, wird aber schnell gefeuert, weil er unangemessen freundlich zu den Kunden war, und wird zu einem selbstmitleidigen Alkoholiker. Joe muss nicht nur seinen Vater auf der Couch sitzen sehen, auch bei dem ehelichen Zusammenbruch seiner Eltern muss er zusehen. 
Als Jerry plötzlich verkündet, dass er sich wie die meisten anderen Männer aus Great Falls zu den nahegelegenen Bergen begeben will, wo ein riesiger Waldbrand wütet, dessen Rauch sich langsam in der Stadt niederlässt, ist seine Frau Jeanette enttäuscht. Arbeitslose erhalten einen Dollar pro Stunde, wenn sie helfen gegen das Feuer zu kämpfen, und Jerry hüpft auf einen Lastwagen und lässt Jeanette und Joe allein zurück, ohne zu wissen, ob er jemals zurückkehren wird. Fortan spricht sie mit ihrem Sohn in einer Weise über ihre Sorgen und Gefühle, die, obwohl Joe für sein Alter recht reif ist, nichts für einen 14-Jährigen sind. 
Jeanette nimmt einen Teilzeitjob als Schwimmlehrerin für den alten, wohlhabenden Warren Miller an, dem Autohändler der Stadt. Miller ist geschieden, und Jeanette nimmt seine Einladung zum Abendessen an und schleppt Joe mit sich. Jeanette braucht jemanden, der für sie sorgt, und redet sich ein, sich zu Miller hingezogen zu fühlen. Joe muss mitansehen, wie seine Mutter mit ihm eine Beziehung beginnt.

## Literarische Vorlage
Der Film basiert auf einem gleichnamigen Roman von Richard Ford aus dem Jahr 1990, in dem dieser aus dem Blickwinkel von Joe Brinson erzählt. Im ersten Absatz des Romans heißt es: „Im Herbst 1960, als ich sechzehn war und mein Vater eine Zeitlang nicht arbeitete, lernte meine Mutter einen Mann namens Warren Miller kennen und verliebte sich in ihn.“ Im weiteren Verlauf des Jugendbuchs erzählt er, wie sein Vater seinen Job als Golflehrer verloren hat, er selbst verwirrt und zunehmend verstört erlebt, wie sich das Leben seiner Eltern und auch sein eigenes innerhalb von kurzer Zeit aufzulösen droht und wie sein Vater die Nerven verliert und sich schließlich an Miller sinnlos rächt.

## Produktion

### Stab und Besetzung

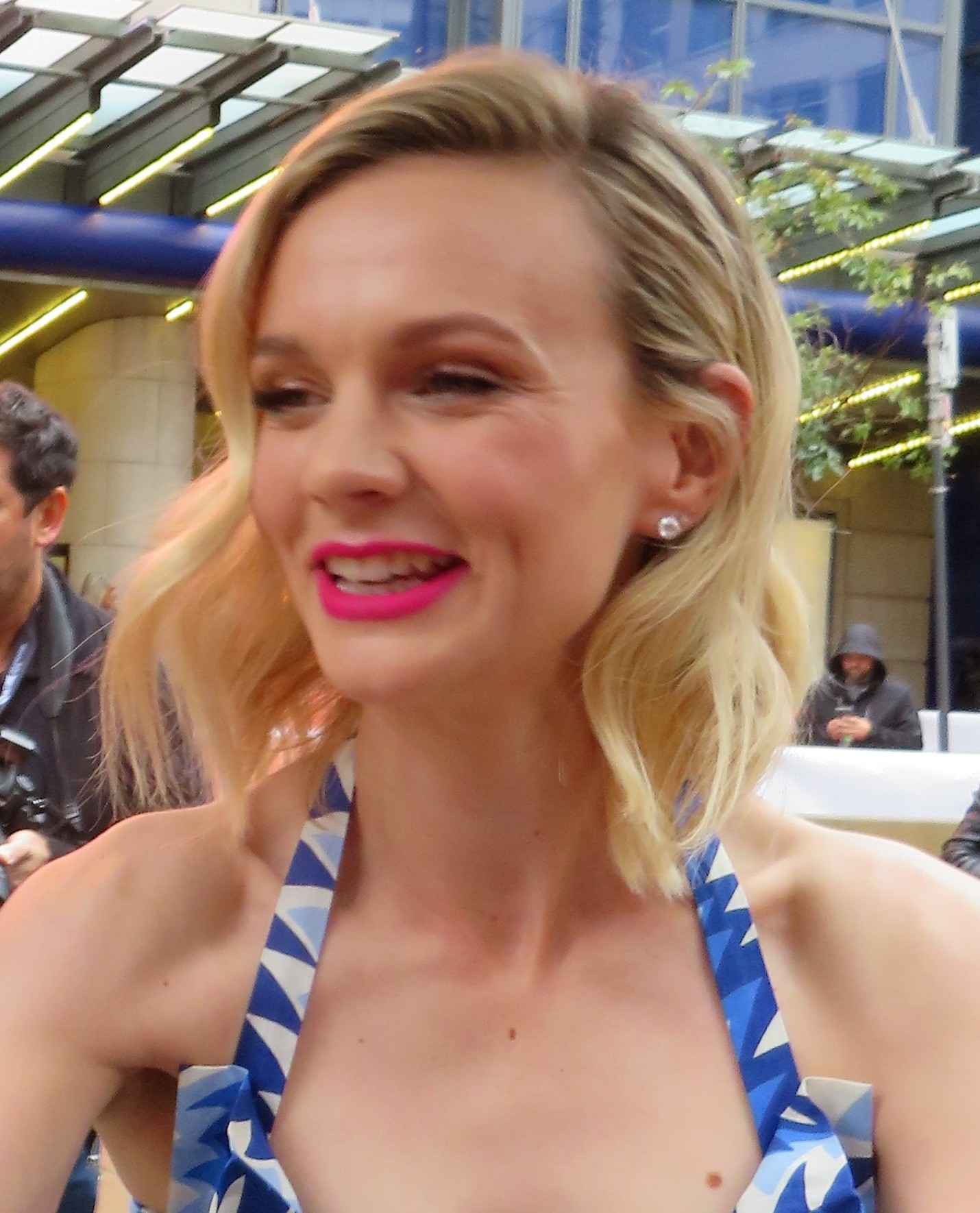
Carey Mulligan bei der Vorstellung des Films in Toronto

Es handelt sich bei Wildlife um das Regiedebüt von Paul Dano, der auch erstmals gemeinsam mit Zoe Kazan durch die Adaption von Fords Roman das Drehbuch für einen Film schrieb. Über dessen Roman sagte Dano, darin habe er sich selbst und viele andere gesehen. Zudem habe er immer Filme über die Familie machen wollen.
Im September 2016 wurde bekannt, dass Jake Gyllenhaal und Carey Mulligan im Film Rollen erhalten hatten. Sie spielen Jerry und Jeanette Brinson. Mit Gyllenhaal stand Dano zuvor bereits für den Psycho-Thriller Prisoners von Denis Villeneuve vor der Kamera. Der australische Nachwuchsdarsteller Ed Oxenbould spielt im Film Sohn Joe Brinson, den 16-jährigen Ich-Erzähler.

### Dreharbeiten und Filmmusik

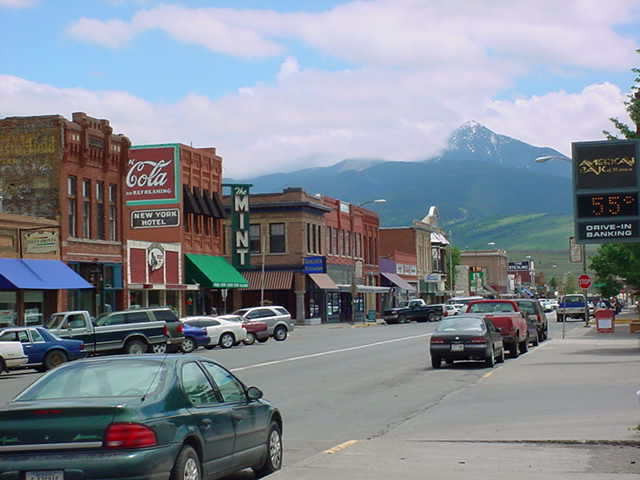
Der Film wurde unter anderem in der Downtown von Livingston gedreht

Die Dreharbeiten fanden in Montana statt, dem Handlungsort der Geschichte, so in der Downtown von Livingston. Weitere Aufnahmen entstanden in Oklahoma, wo man Ende 2016 in Ponca City und in Enid und Umgebung drehte. Als Kameramann fungierte Diego García.
Die Filmmusik wurde von David Lang komponiert.

### Marketing und Veröffentlichung
Erste Bilder aus dem Film wurden Ende November 2017 vorgestellt. Der Film feierte am 20. Januar 2018 im Rahmen des Sundance Film Festivals seine Premiere, wo er im U.S. Dramatic Competition gezeigt wurde. Am 9. Mai 2018 eröffnete der Film die Nebenreihe Semaine internationale de la critique der Internationalen Filmfestspiele von Cannes. Im August 2018 soll der Film beim Melbourne International Film Festival als Eröffnungsfilm gezeigt werden. Im September 2018 erfolgte eine Vorstellung beim Toronto International Film Festival, im Oktober 2018 ist eine Vorstellung beim New York Film Festival geplant. Im Herbst 2018 erfolgte auch eine Vorstellung beim Zurich Film Festival. Am 19. Oktober 2018 kam der Film in ausgewählte US-Kinos. Anfang November 2018 wurde er im Rahmen der Viennale gezeigt. Ein Kinostart in Deutschland erfolgte am 11. April 2019.

## Rezeption

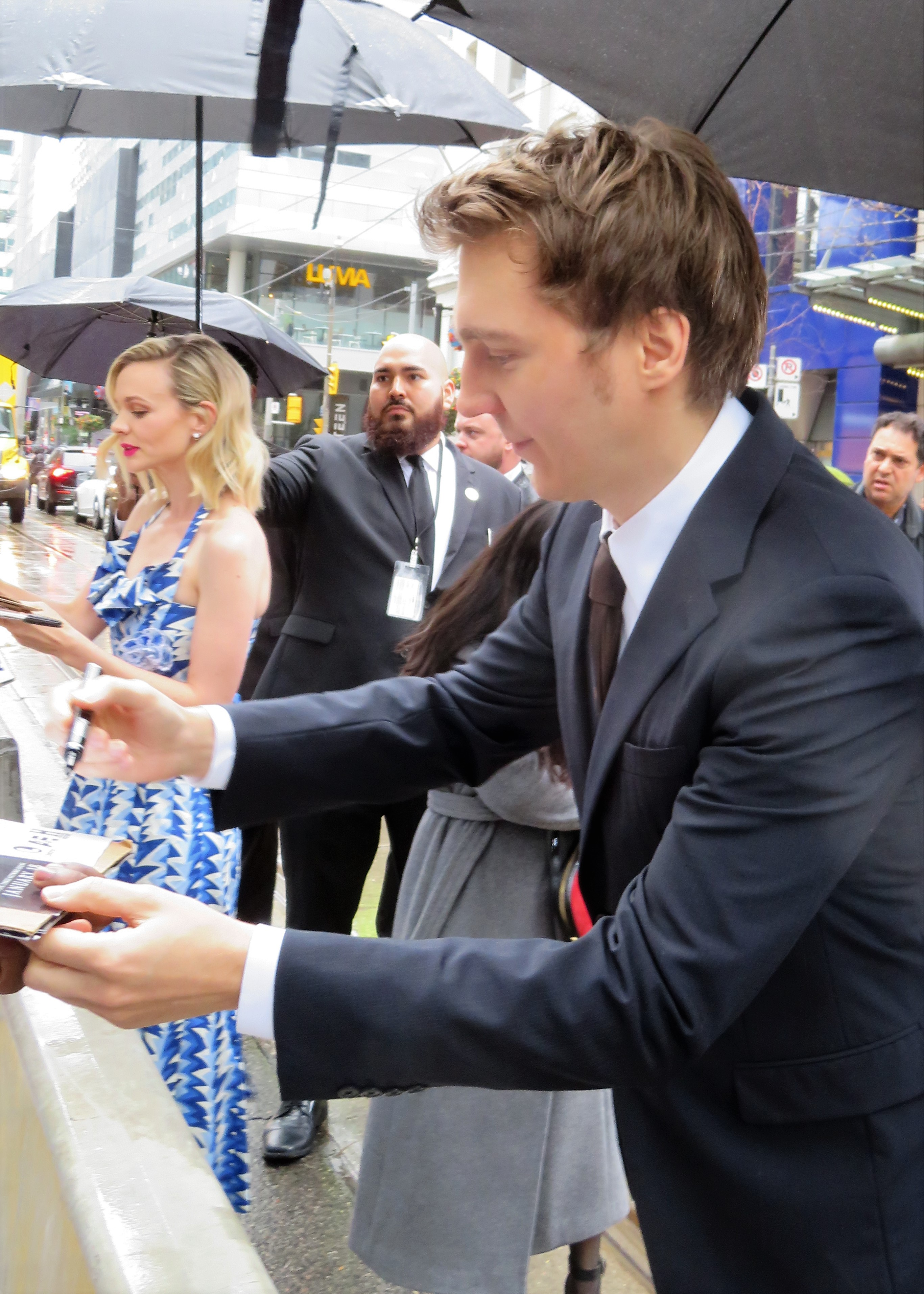
Carey Mulligan und Paul Dano bei der Premiere des Films beim Toronto International Film Festival

### Kritiken
Der Film konnte bislang 94 Prozent aller Kritiker bei Rotten Tomatoes überzeugen und erhielt hierbei eine durchschnittliche Bewertung von 7,7 der möglichen 10 Punkte.
Owen Gleiberman von Variety erklärt, in Wildlife gehe es hauptsächlich darum, was während Jerrys Abwesenheit passiert, und dies werde aus der Sicht von Joe erzählt: „Man kann sehen, warum [Paul] Dano, der das Drehbuch mit seiner Partnerin Zoe Kazan [...] geschrieben hat, von diesem Material angezogen wurde.“ Mit Paul Danos Blick zu sehen, so Gleiberman weiter, führe dazu, dass man sich mit einem Anflug von Furcht fragt, was als Nächstes kommt und mache das Erwachsenwerden zu einer Art Erlösung.
Todd McCarth von The Hollywood Reporter hebt in seiner Kritik besonders die sensationelle schauspielerische Leistung von Ed Oxenbould hervor. Auf den ersten Blick sehe der junge Australier eher nerdig aus, doch mehr als jeder andere trage er den Film.
Simon Hadler von orf.at schreibt, der Film sei für heutige Sehgewohnheiten langsam, und man müsse sich für die Untiefen zwischenmenschlicher Beziehungen schon interessieren, um ihn nicht hin und wieder auch langatmig zu finden, trotz der atemberaubenden Darbietung der Schauspielerriege. Dano interessiert sich dafür – er will noch weitere Filme über dysfunktionale Familien drehen. Man darf gespannt sein. Um diese Geschichte sichtbar zu machen, schöpfe die Filmfamilie das Effektreportoire aus, ohne jemals in Overacting-Verdacht zu kommen: „Oxenboulds Blick etwa, mit dem er seine Eltern ansieht, wenn er mit ihnen spricht: Da ist Liebe zu sehen, aber auch Respekt, fast schon Angst – wie sie damals im Eltern-Kind-Verhältnis üblich war, und dazu Sorge darüber, was passiert und Sorge, ob man selbst auch alles richtig macht.“ So viel Emotion und Gedankenlast in einen einzigen Blick zu packen, könne nicht jeder, und von Oxenbould werde man noch viel hören, so Hadler, man dürfe aber auch auf weitere Filme des Regisseurs gespannt sein.

### Auszeichnungen
Critics’ Choice Movie Awards 2019
- Nominierung als Bester Nachwuchsschauspieler (Ed Oxenbould)[27]

Independent Spirit Awards 2019
- Nominierung als Bester Debütfilm (Paul Dano)
- Nominierung für die Beste Kamera (Diego Garcia)
- Nominierung als Beste Hauptdarstellerin (Carey Mulligan)[28]

Internationale Filmfestspiele von Cannes 2018
- Nominierung für die Caméra d’Or (Paul Dano)

 Sundance Film Festival 2018
- Nominierung für den Grand Jury Prize (Paul Dano)